# Francesco Carcano
Francesco Carcano (Milano, 3 febbraio 1735 – Milano, 1º marzo 1794) è stato uno scrittore, poeta e mecenate italiano.
Figlio del nobile Lorenzo Carcano e della contessa Teresa Masserada è nato e cresciuto a Milano ed ha studiato a Siena. È poi tornato a Milano dove ha preso parte all'Accademia dei Trasformati. Ha prodotto una poesia modesta ed è infatti ricordato principalmente come mecenate.